# Danh sách nhân vật trong Death Note
Bộ truyện tranh Death Note có dàn nhân vật hư cấu phong phú do Takeshi Obata thiết kế với cốt truyện do Tsugumi Ohba tạo ra. Câu chuyện kể về nhân vật tên Light Yagami, người tình cờ có được một cuốn sổ siêu nhiên cho anh khả năng gây ra cái chết cho bất kỳ ai anh ta viết tên trong đó. Light sử dụng cuốn sổ mà anh tìm được để thanh lọc thế giới của những con người mà anh cho là không phù hợp với xã hội. Một nhóm điều tra viên chuyên nghiệp lên đường tìm ra kẻ giết người bí ẩn và bắt giữ hắn, cùng nhiều nhân vật khác được giới thiệu cho đến khi Light bị bắt.
Trong những câu chuyện hư cấu trong vũ trụ Death Note, Tsugumi Ohba, tác giả truyện, đã tạo ra những nhân vật sống trong một thế giới có một cuốn sổ ghi tên trong đó sẽ dẫn đến những người được nêu tên sẽ chết, điển hình là nguyên nhân cái chết là đau tim khi không được chỉ định khác. Ohba chọn tên cho các nhân vật của mình theo cách mà như anh mô tả, "có vẻ như thật nhưng không thể tồn tại trong thế giới thực", do hầu hết các nhân vật đều là tội phạm hoặc nạn nhân. Một số chi tiết về nhân vật khác nhau giữa manga và anime, live-action đóng và kịch chuyển thể.
Sau đây là danh sách các nhân vật xuất hiện trong bộ manga và anime Death Note:

## Kira và Team

### Yagami Raito
Lồng tiếng bởi: Mamoru Miyano
Yagami Raito (夜神 月 (Dạ-Thần Nguyệt)) hay Kira (キラ): Nhân vật chính trong loạt manga. Raito là một học sinh cấp 3 thông minh xuất chúng nhưng luôn thấy cuộc sống xung quanh mình buồn chán. Cậu chỉ tìm thấy niềm vui thực sự khi nhặt được cuốn sổ Death Note do một thần chết tên Ryuk đánh rơi có chủ ý xuống nhân gian. Sau vài lần thử nghiệm, Raito quyết định dùng cuốn sổ để trừng phạt tội ác trên toàn cầu, làm cho thế giới trở nên trong sạch và cậu sẽ trở thành vị Chúa mới của nhân loại. Biệt danh "Kira" được đặt bởi những kẻ sùng đạo, sợ hãi và tin rằng những cuộc thảm sát tội phạm xảy ra chính là sự trừng phạt của Chúa. Raito luôn biện hộ cho việc giết người của cậu rằng đó là những việc cần thiết, nhân danh công lý. Raito sở hữu trí thông minh của một thiên tài, do vậy, tất cả những hành động của cậu trước khi thực hiện đều được suy nghĩ, tính toán một cách công phu và vô cùng chi tiết.

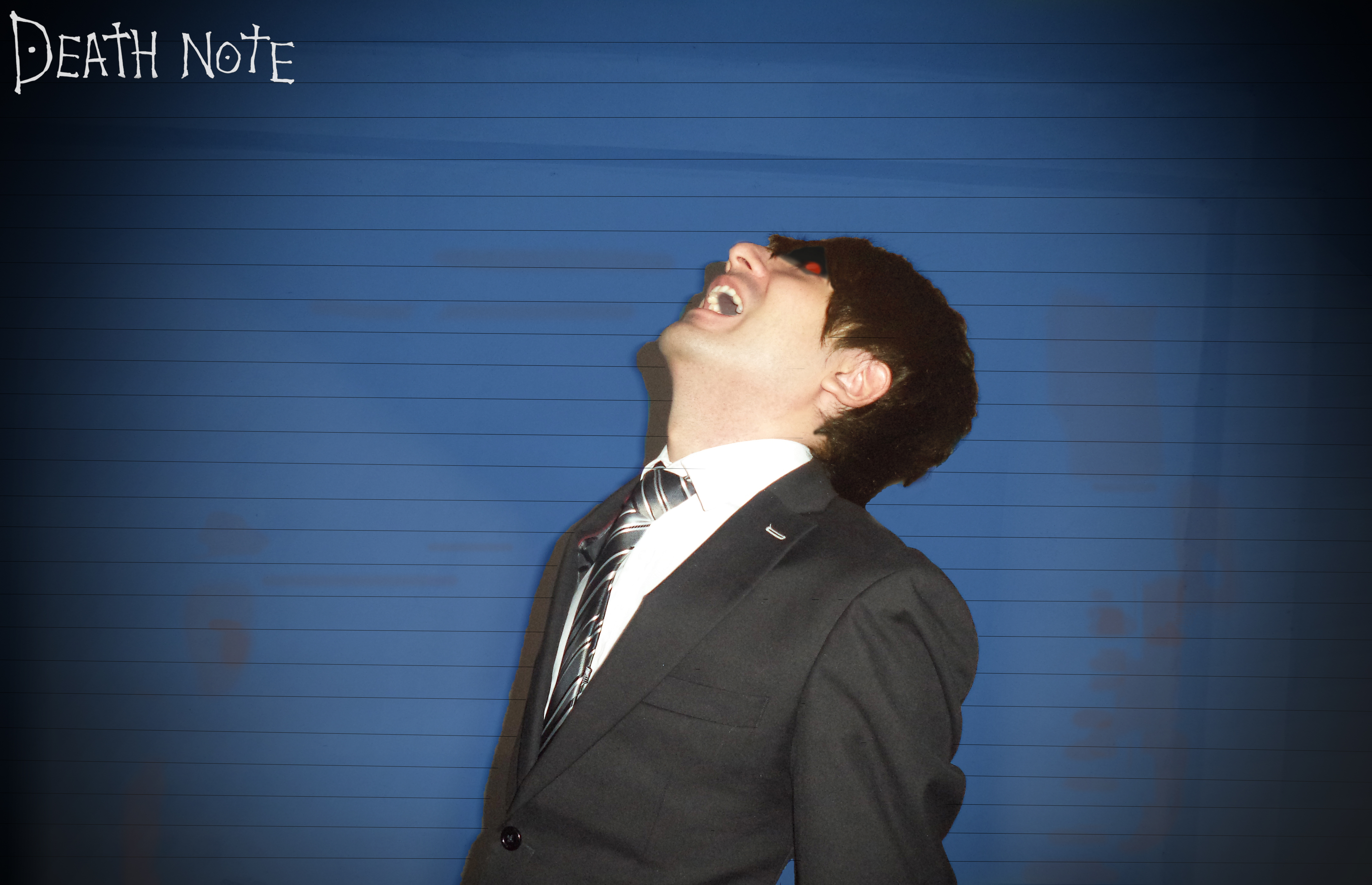
Yagami Raito

Khi L cuối cùng cũng dồn được Raito vào chân tường, cậu đã lập ra một kế hoạch đánh lừa mọi người khi quyết định tạm thời rời bỏ quyền sở hữu Death Note để xóa sạch ký ức về việc bản thân là Kira và để chứng minh mình thực sự trong sạch. Theo chỉ dẫn của Raito, thần chết Rem đã trao Death Note cho Kyosuke Higuchi, một lãnh đạo trẻ nhưng đam mê quyền lực của Tập đoàn Yotsuba. Ban đầu L vẫn còn nghi ngờ Raito nhưng sau một thời gian dài thử thách, L đã tin vào sự vô tội của cậu và chấp nhận để đối thủ tham gia nhóm điều tra bí mật của mình. Nhờ sự phối hợp giữa L và Yagami, Higuchi bị bắt. Đúng như kế hoạch của Raito, cậu đã có cơ hội để chạm vào cuốn sổ và đã lấy lại được ký ức về Kira của mình. Rất nhanh sau đó, Raito đã giết Higuchi bằng một mẩu giấy được xé ra từ Death Note được giấu bí mật trong đồng hồ. Raito cũng đồng thời buộc Rem phải giết L để cứu Misa, tức là cũng tự giết chính bản thân bà. Trước khi chết, Rem đã phải công nhận sự thông minh của Raito, vì cậu là người trần đầu tiên có thể giết được một shinigami.
Sau cái chết của Watari và L, Raito được đề cử làm đội trưởng đội điều tra Kira và kế nhiệm cái tên của L. Lúc này, cậu đã lên đến đỉnh cao quyền lực khi vừa nắm trong tay hai cái tên L và Kira để tiếp tục mục đích tối thượng mà cậu đã đặt ra: tiêu diệt hết cái ác trên toàn cầu và trở thành Chúa của một "Thế giới mới". Tuy nhiên, việc L thật đã chết đã được phát hiện bởi hai nhóm đối đầu với Kira. Đó là một nhóm điều tra đặc biệt của chính phủ Hoa Kỳ mà đứng đầu là Near, người kế nhiệm thực sự của L, nhóm còn lại là một băng đảng mafia do Mello - đối thủ của Near ở ngôi trường dành cho những đứa trẻ tài năng - cầm đầu.
Sau cùng, một mình Raito đã không thể đối phó được cùng lúc với cả Near và Mello và buộc phải để lộ ra bộ mặt thật là Kira. Sau cuộc chiến quyết định với Near, Raito đã thất bại và đề nghị Ryuk giúp đỡ. Tuy nhiên, Ryuk nhắc lại rằng ông ta không thuộc phe nào và cuối cùng đã viết tên của Raito vào Death Note, cũng tức là kết liễu cuộc đời của người sở hữu nó.
Theo như những thông tin rải rác trong bộ manga, Yagami Raito sinh ngày 28 tháng 2 năm 1986. Cậu bị Ryuk ghi vào cuốn sổ thần chết ngày 28 tháng 1 năm 2010, chỉ một tháng trước sinh nhật lần thứ 24. Raito nổi bật ở cả trường phổ thông lẫn đại học và luôn được mọi người mến mộ vì thông minh, chơi thể thao giỏi và có ngoại hình ưa nhìn. Yagami đã từng nhiều năm liền vô địch giải quần vợt trẻ toàn Nhật Bản.
Yagami Raito được dịch ở các nước nói tiếng Anh là Light Yagami.

### Amane Misa
Lồng tiếng bởi: Aya Hirano

Amane Misa

Amane Misa (弥 海砂, My Hải Sa): Một người mẫu, ca sĩ, diễn viên nổi tiếng ở Nhật Bản, cô được hâm mộ vì phong cách ngây thơ và gu ăn mặc hợp thời trang theo kiểu Gothic. Cô là một người hâm mộ Kira nhiệt thành. Sau khi biết Raito là Kira, Misa trung thành tuyệt đối với cậu và sẵn sàng làm tất cả mọi thứ chỉ để Raito hài lòng và yêu mình, dù biết cậu chỉ hứng thú với quyền lực. Misa hay ghen với các cô gái mà Raito tiếp cận để lợi dụng cho mục đích của cậu. Mặc dù ban đầu Misa tỏ ra khá thông minh, nhưng càng về sau cô lại càng thường xuyên làm hỏng kế hoạch của Raito bằng cách làm những việc ngớ ngẩn với lí do là muốn giúp đỡ cậu. Misa có tính cách trẻ con, hồn nhiên và vô cùng hoạt ngôn, dẫn đến việc đôi khi cô trở nên rất phiền.
Misa quyết định trung thành với Raito vì cậu đã xử tội những tên cướp đã giết cha mẹ cô ngay trước mắt cô trước đây. Cô đã không thể tha thứ cho những tên giết người và đã muốn tự mình giết những kẻ đó. Theo tác giả Ohba, Raito coi Misa là một "kẻ xấu" vì đã giết những người vô tội. Vì thế, cậu luôn đối xử với cô vô cùng lạnh lùng và biến cô trở thành con rối của mình để lợi dụng. Raito và Misa ở bên nhau trong năm năm dưới cái tên Kira, cho tới khi cậu quyết định rằng quá nguy hiểm khi để Misa tiếp tục công việc của Kira và điều đó có thể khiến cậu bị nghi ngờ.
Thần chết đi theo Misa có tên là Rem. Misa đã đổi lấy Con mắt của thần chết hai lần làm tuổi thọ của cô cũng bị giảm đi một nửa tới hai lần: Một lần là với Rem, và lần thứ hai là với Ryuk. Tuy nhiên, có hai thần chết đã "chết" vì cô (Gelus và Rem), và vì thế mà tuổi thọ của họ lại được chuyển sang cho cô. Do Thần chết có tuổi thọ không giới hạn, nên tuổi thọ của Misa vẫn rất dài và việc trao đổi con mắt không làm thay đổi quá nhiều.
Theo Death Note 13: How to read, dù Misa đã đánh mất tất cả ký ức liên quan tới Death Note nhưng cô vẫn nhớ về tình yêu của mình với Raito. Sau khi Raito chết, Misa cũng đã tự vẫn.

### Mikami Teru
Lồng tiếng bởi: Masaya Matsukaze

Mikami Teru

Mikami Teru (魅上 照, Mị Thượng Chiếu): Người được Raito lựa chọn để trở thành Kira tiếp theo, khi bản thân cậu bắt đầu bị Mello và Near dồn vào thế bí. Raito đã ra lệnh cho Misa chuyển quyền sở hữu cuốn Death Note của cô cho Mikami. Mikami là một công tố viên nhưng cũng là người ủng hộ nhiệt thành của Kira. Cả hai công việc này đều xuất phát từ khao khát tìm thấy công lý thực sự của Mikami khi còn là một cậu học sinh thường xuyên bị bạn bè bắt nạt vì quá ngay thẳng.
Dù Raito và Mikami có những lí tưởng rất giống nhau, sự khác biệt vẫn quá rõ ràng khi Mikami giết những người chỉ mới có một tiền sử tội phạm, ngay cả những người vẫn chưa thực hiện một tội ác nào. Raito phản đối việc này vì nó quá mâu thuẫn với mục đích chính của Kira là răn đe mọi người trong tương lai. Trong khi Raito quan tâm đến việc làm cho tội phạm sợ hãi để ngăn chăn tội ác, Mikami lại quan tâm nhiều hơn đến việc báo thù. Cũng không giống Raito, Mikami không do dự mà chấp nhận hy sinh nửa tuổi thọ để đổi lấy "Đôi mắt của thần chết" từ Ryuk. Mikami nổi bật là một người thông minh và luôn tuân thủ theo một thời gian biểu hàng ngày vô cùng nghiêm ngặt, nhưng đó cũng là một điểm yếu của Mikami mà Near và các thành viên SPK đã dễ dàng nắm thóp. Càng sử dụng Death Note, tâm lý của Mikami lại càng không ổn định khi làm công việc của Kira. Mỗi lần viết tên tội phạm vào cuốn sổ, Mikami luôn không ngừng lẩm bẩm "xóa, xóa, xóa,..." và tập trung viết với một thái độ cuồng tín và điên loạn. Mikami cũng chính là nguyên nhân trực tiếp dẫn đến sự bại lộ và cái chết của Kira/Raito. Khi Takada Kiyomi bị Mello bắt cóc, Mikami đã vội vã đi tìm Death Note để viết tên Takada vào đó vì lo sợ rằng đội điều tra sẽ buộc Takada phải nói ra sự thật. Mikami không lường trước được rằng chính việc này sẽ để lộ bí mật về Kira theo đúng dự tính của Near và Mello vì đây là một hành động khác thường so với lối sống quy củ hàng ngày của anh. Do nghĩ rằng Raito không có thời gian để giết Takada, Mikami đã lấy cuốn Death Note thật trong két sắt ở ngân hàng và viết tên Takada vào mà không biết rằng Raito cũng vừa viết tên cô ngay trước đó vào mảnh giấy giấu trong đồng hồ. Hành động bột phát này đã dẫn đến kết cục bi thảm cho Raito vì cuốn sổ mà Mikami sử dụng thực chất chỉ là một bản sao đã bị đánh tráo, và nó chỉ nhằm để chứng minh hành động giết người của Kira. Khi thấy Raito bị bắn, Mikami đã dùng cây bút bi đâm vào ngực mình để tự tử với mục đích giúp Raito chạy trốn khi mọi người đang chú ý vào mình. Tuy nhiên trong bản manga, Mikami bị tống giam nhưng đã chết một cách bí ẩn trong tù mười ngày sau đó.

### Takada Kiyomi
Lồng tiếng bởi: Sakamoto Maaya

Takada Kiyomi

Takada Kiyomi (高田 清美, Cao Điền Thanh Mĩ): Bạn cùng lớp và bạn gái của Raito hồi đại học. Ngay từ khi còn là sinh viên, Takada đã được mệnh danh là Hoa hậu Todai ("Todai" là tên tắt của Đại học To-Oh trong bộ truyện, và cũng là tên tắt của Đại học Tokyo nổi tiếng) hoặc là Seiso Takada - "cô gái khó lòng cưa đổ" vì nổi tiếng xinh đẹp, học giỏi và kiêu kỳ.
Raito chỉ gặp lại Takada rất lâu sau này, khi cô đã là phát thanh viên nổi tiếng của đài NHN (nhại theo đài NHK ngoài đời). Raito đã gợi ý cho Mikami, người đang thay cậu sở hữu cuốn Death Note lúc đó hãy chọn Takada làm người phát ngôn của Kira, qua đó có thể liên lạc gián tiếp với Mikami. Tin vào những lí tưởng của Kira, Takada trở thành người phát ngôn của Kira cho kênh News 6 của đài NHN. Vẻ đẹp và phong thái đĩnh đạc của Takada giúp cô trở nên vô cùng nổi tiếng với khán giả, những người đối xử với cô như một nữ thần vậy. Trong quá trình tiếp xúc, Raito nhận ra rằng Takada có thể sẽ rất có ích cho công việc của mình khi cô, giống như Misa, cũng đã rất say mê cậu và hoàn toàn trung thành với Kira. Vì vậy, Raito đã vờ như yêu mến Takada để chiếm được sự tin tưởng của cô và khiến cô làm theo mọi lời cậu nói.
Vì có sự tự mãn cho rằng mình sẽ trở thành nữ hoàng của "Thế giới mới" bên cạnh Kira một ngày nào đó, Takada khi biết được rằng Raito đang trong một mối quan hệ lâu dài với Misa, cô bắt đầu nổi cơn ghen và cho rằng Misa không xứng đáng với Raito. Điều này cũng đã dẫn đến sự cạnh tranh giữa hai người phụ nữ.
Khi Takada bị Mello bắt cóc, cậu đã bắt cô phải cởi bỏ hết quần áo để ngăn ngừa mọi loại thiết bị định vị nào, nhưng lại cho phép cô che người bằng một cái chăn. Takada vì thế có cơ hội lấy ra một tờ giấy được xé từ Death Note mà cô đã giấu trong áo lót từ trước, và viết tên Mello vào đó. Sau khi giết Mello, Takada đã gọi điện thoại cầu xin Raito đến cứu. Thế nhưng sau đó, cô đã tự vẫn và phóng hỏa cả tòa nhà mà mình đang ở đó sau khi bị Mikami viết tên vào Death Note khi nhận ra cô đang trong tình thế nguy hiểm.

## L Lawliet
Lồng tiếng bởi: Kappei Yamaguchi

L Lawliet

- L (エル, romaji: Eru): Vị thám tử tài ba nhất thế giới, được Interpol nhờ giúp truy tìm và bắt được Kira. L cũng là một nhân vật chính trong bộ manga, cậu nổi tiếng với khả năng lần theo dấu vết tội phạm và suy luận xuất sắc. Tuy nhiên, L chỉ giao tiếp với thế giới thông qua người trợ lý Watari. Sau khi gặp đội điều tra Kira, L yêu cầu các thành viên trong lực lượng đặc nhiệm này gọi mình với cái tên Ryuzaki. Đội điều tra Kira không bao giờ biết được tên thật của cậu. Dù luôn xuất hiện trong bộ dạng khá nhếch nhác và gương mặt uể oải nhưng L luôn có sự suy luận và cái nhìn sâu sắc với mọi vấn đề. L có xu hướng suy đoán theo góc độ thứ hai với mọi thứ và luôn rất tỉ mỉ khi phân tích. L có rất nhiều thói quen cá nhân vô cùng đặc biệt như luôn ngồi xổm trên ghế, ăn rất nhiều đồ ngọt ngay cả trong khi họp bàn hoặc suy luận và có cách cầm các đồ vật chỉ với ngón cái và ngón trỏ. L thường sử dụng chiến thuật đột ngột, bất ngờ để làm mục tiêu phải bối rối và lộ diện. L coi Kira là đối thủ lớn nhất trong đời thám tử của cậu và sẵn sàng hy sinh cả tính mạng để bắt Kira. L cũng sử dụng rất nhiều tên giả để làm việc. Với cảnh sát toàn cầu cậu là L, khi là sinh viên ở trường đại học cậu lấy tên là Ryuga Hideki, còn khi lập kế hoạch để giải cứu Matsuda thì cậu lại dùng tên Asahi. Thậm chí, cả hai thám tử đứng thứ hai và thứ ba thế giới là Eraldo Coil và Denueve cũng đều là L.

Tuy sớm dồn được Raito vào chân tường nhưng L vẫn chưa tìm ra được bằng chứng và cách thức giết người của cậu. Sau nhiều lần thử nghiệm để buộc Raito lộ chân tướng thất bại, chính L cuối cùng đã mắc bẫy của Raito và bị thần chết Rem ghi tên vào Death Note để bảo vệ Misa. Trong manga thì trước khi chết, L vẫn kịp nói với Raito rằng cuối cùng thì cái chết của cậu đã chứng minh cho sự nghi ngờ Raito ngay từ đầu là chính xác.
Tuy L và Kira là hai đối thủ sinh tử của nhau, L lại chia sẻ rằng Raito là người bạn thân nhất của mình khi có nhiều điểm chung như trí thông minh xuất chúng, khiếu thể thao và đặc biệt là khát khao mang lại công lý đích thực. Death Note: How To Read đã tiết lộ tên thật của L là L Lawliet. Cậu sinh vào ngày Halloween năm 1979 và bị giết chết ngày 5 tháng 11 năm 2004, tức là khi chết L cũng 24 tuổi, bằng tuổi Raito khi cậu chết sau này. Mặc dù ăn rất nhiều đồ ngọt nhưng cậu không bao giờ bị tăng cân, mà theo như lời giải thích của L với Misa thì là do phần lớn năng lượng của mình đã được tiêu tốn cho việc suy luận và tính toán kế hoạch điều tra. Dáng ngồi xổm đặc biệt của L cũng được giải thích là để tăng khả năng suy luận, và nếu như ngồi bình thường thì khả năng ấy sẽ sụt giảm mất 40%.
L xuất thân là một đứa trẻ mồ côi và được nuôi dạy trong ngôi trường cho những đứa trẻ tài năng do Watari, phụ tá của L làm giám đốc. Trong ngôi trường đó còn có Near và Mello, hai đứa trẻ được coi là người sẽ kế nhiệm sự nghiệp của L nếu chẳng may anh qua đời.

### Near
Lồng tiếng bởi: Noriko Hidaka

Near

Near (ニア, romaji: Nia): Người kế nhiệm đích thực của L và cũng là người đứng đầu SPK (Secret Provision for Kira), một tổ chức được lập ra để theo đuổi vụ án Kira. Tên thật của Near là Nate River.
Near là người nhỏ tuổi hơn trong hai người kế nhiệm L xuất thân từ Wammy’s House, trại trẻ mồ côi của Watari dành cho những đứa trẻ tài năng. Trong hai người, Near luôn bình tĩnh hơn, thận trọng hơn khi phân tích tình huống, trong khi người kia, Mello, dễ xúc động và hành động nhanh hơn. Rất giống L, Near cũng có tác phong kỳ lạ. Cậu cũng thích ngồi khom người hơn là ngồi thẳng, thích chơi các loại đồ chơi khác nhau mà cậu thường dùng để dàn cảnh trong các giả thuyết của mình. Near cũng có thói quen thường dùng ngón tay cuốn xoăn một lọn tóc của mình khi suy luận. Near rất kính trọng L, khi cũng phá án theo cách của L, mặc dù có vẻ cậu theo đuổi những vụ án vì một nguyên nhân khác chứ không hẳn là để bảo vệ công lý. Near dùng chữ N để phân biệt với L của kẻ giả mạo (tức Raito).
Năm năm sau cái chết của L, Near đứng đầu tổ chức SKP (Special Provision for Kira) của Mỹ được thành lập để điều tra về Kira mà không cần tới sự trợ giúp của L. Cậu nhanh chóng xác định rằng Yagami Raito, người đang sử dụng cái tên "L", chính là Kira. Sau khi phát hiện ra Mikami Teru là lá chắn của Raito, tiếp theo là vụ bắt cóc Takada Kiyomi của Mello, Near đã đánh tráo cuốn Death Note của Mikami với một cuốn sổ giả, cho phép cậu đánh đòn cuối cùng để vạch trần chân tướng của Raito. Near đã nói rằng nếu chỉ có mình cậu hay Mello thì sẽ đều không thể vượt qua nổi L, nhưng khi hai người vô tình hợp sức thì họ đã làm được điều đó. Sau khi vụ Kira kết thúc, Near lấy lại cái tên "L" và giữ những thành viên còn sống sót của SPK làm cấp dưới của mình.
Tsugumi Ohba cho rằng Near càng lúc càng "bớt dễ thương" hơn so với lúc đầu, chẳng hạn như kế hoạch ma quỷ của cậu được lập ra nhằm lấy được cuốn sổ ở phần cuối truyện. Ông nói rằng sự thay đổi này xuất phát từ sự khác biệt về quan điểm của mỗi người và mọi người có thể coi Near như là một kẻ lừa bịp. Ông cũng nói thêm rằng những hành động "xấc xược" của Near, xen lẫn tính cách trẻ con của cậu có thể giải thích là để chọc giận đối phương.
Ohba đã tạo ra Mello cùng với Near khi L không thể đánh bại Kira. Ông cảm giác rằng nếu chỉ đưa ra một nhân vật thì cuộc chiến giữa L với Kira/Raito sẽ lặp lại, do đó ông đã tạo ra hai nhân vật mới và ba phe đối lập nhau. Ông đã để Obata tự thiết kế Near với yêu cầu là Near phải có một chút gì đó của L. Lúc đầu ông không quan tâm lắm tới tính cách của họ vì ông muốn "thể hiện" họ thông qua những hành động trong truyện. Ohba cũng tiết lộ rằng ông đã rất phân vân về độ tuổi của hai người và từng cân nhắc việc tạo ra hai nhân vật là con trai của L.
Ohba nói rằng sở thích xếp chồng đồ chơi của Near bắt nguồn từ thói quen chồng những viên đường lên nhau của L. Cái tên "Nate" có nguồn gốc từ từ "natural" (thiên bẩm) và "River" ngụ ý rằng tài năng của Near bắt nguồn từ L. Cái tên ấy có nghĩa rằng Near là "một thiên tài bẩm sinh được ban phước". Biệt danh "Near" tạo ra từ những chữ cái đầu tiên và cuối cùng của cái tên Nate River.

### Mello
Lồng tiếng bởi: Nozomu Sasaki

Mello

Mello (メロ, romaji: Mero): Người lớn tuổi hơn trong hai người kế nhiệm L được nuôi dạy ở Wammy’s House. Tên thật của Mello là Mihael Keehl.
Khi Mello được đề nghị làm việc cùng Near để bắt Kira, cậu đã từ chối và chỉ ra sự khác biệt giữa hai người. Không lâu sau đó, cậu rời trại mồ côi và gia nhập một băng đảng mafia. Dù là một thiên tài và có trí thông minh vượt trội hơn người khác, việc chỉ là người giỏi thứ hai sau Near đã làm dấy lên mặc cảm trong Mello. Điều này cũng đã định hình nên tính cách của cậu. Vì vậy, cậu đã gần như trở thành một người xấu trong nỗi ám ảnh trở thành người đánh bại được Kira và sẵn sàng làm được điều đó "bằng mọi giá", trong đó có việc bắt cóc con gái của Yagami Soichiro, người dẫn đầu cuộc điều tra Kira ở Nhật và dàn xếp các vụ ám sát phần lớn thành viên của SPK. Trong bản manga, sau khi đánh cắp thành công Death Note thì Mello thậm chí còn đe dọa Tổng thống Hoa Kỳ qua điện thoại, buộc ông phải cung cấp tiền và tài nguyên để săn đuổi Kira. Cậu nói rằng nếu những yêu cầu của mình không được thực hiện, cậu sẽ sử dụng Death Note để điều khiển Tổng thống và phóng đầu đạn hạt nhân của Mỹ với mục đích để gây ra Thế chiến III. Có thể, Mello không phải muốn đánh bại Kira vì "công lý" mà vì bắt được Kira sẽ chứng tỏ cho cả thế giới thấy rằng cậu mới chính là người kế nhiệm xứng đáng của L, với tư cách là vị thám tử bậc nhất thế giới chứ không đơn thuần chỉ là người về nhì sau Near. Giống như Mello đã diễn tả mục tiêu của mình, "Tôi sẽ trở thành số một!".
Tác giả Takeshi Obata cũng nói rằng sự ganh ghét của Mello đối với Near chỉ đến từ một phía, và Near thì "thực lòng thích Mello". Mello và Near có thể xem như một L bị chia ra làm hai, mỗi người lại có vài khả năng và đặc điểm của L mà người kia không có. Near thông minh hơn Mello, nhưng Mello tham vọng hơn. Kết quả là dù Near có suy luận tốt hơn Mello nhưng kỹ năng hành động của cậu lại không bằng được Mello. Ngược lại, người tiếp cận được với Kira trước là Mello, nhưng sự nóng nảy đã khiến cậu bị chệch hướng đưa ra những quyết định vội vàng khiến sự tình bị đảo lộn. Tuy nhiên, nhờ việc bắt cóc Takada Kiyomi của Mello mà Near đã biết được vị trí của cuốn Death Note thật và có cơ hội để lấy được nó. Ở trận chiến cuối cùng với Raito và Mikami, Near đã nhắc tới Mello như là người quan trọng nhất trong việc phơi bày kế hoạch của Kira và đã làm hắn thất bại. Đặc vụ Halle Lidner tin rằng Mello có thể đã đoán trước được Mikami và Raito định làm gì và đã dàn dựng cái chết của chính mình, biết rằng đó là cách duy nhất để tiết lộ ra vị trí thực sự của cuốn Death Note của Mikami.
Mello thực chất không xấu xa, dựa vào sự quan tâm và lời xin lỗi đối với cái chết của Matt - người bạn thân và cũng là cộng sự của cậu, cũng như đã xin lỗi Yagami Soichiro vì có trách nhiệm với vết thương nặng của ông, dẫn đến cái chết của Soichiro. Mello rất dễ bị xúc động và đôi khi bị cảm xúc của mình cản trở. Tác giả Tsugumi Ohba đã nói rằng Mello làm mọi thứ một cách chăm chỉ và hết sức mình, khác với Near, người mà trí tuệ vượt trội của cậu là thiên bẩm. Cũng giống như sự yêu thích đồ ngọt của L, Mello luôn ăn sô-cô-la, ngay cả khi đang nói chuyện.

#### Matt
Lồng tiếng bởi: Tomohiro Nishimura
Matt (マット, Matto), tên thật là Mail Jeevas (マイル・ジーヴァス, Mairu Jīvasu), là một nhóm của Mello. Matt cũng từng sống của trại trẻ mồ côi Wammy, là một trong những người tài năng nhất ở đó mặc dù tính lười biếng. Anh là một người nghiện thuốc lá nhiều và thích chơi trò chơi điện tử. Matt là người giúp đỡ Mello khi anh thực hiện công việc gián điệp và đóng vai trò là đồng phạm trong vụ bắt cóc Takada, dẫn đến cái chết của anh khi bị vệ sĩ của Takada bắn.

#### Roger Ruvie
Lồng tiếng bởi: Hiroshi Ōtake
Roger Ruvie (ロジャー・ラヴィー, Rojā Ruvī) đóng vai trò là người quản lý của Wammy's House. Ông ta biết về công việc thám tử của L và Watari. Mặc dù làm việc với trẻ em nhưng ông ấy vẫn ghét chúng. Vào cuối bộ truyện, ông trở thành Watari mới của Near.

### Watari
Lồng tiếng bởi: Kiyoshi Kobayashi
Watari (ワタリ): Phụ tá của L trong việc quản lý cơ sở dữ liệu và việc liên lạc của nhóm điều tra. Watari có tên thật là Quillish Wammy, vốn là một nhà phát minh nổi tiếng và là người sáng lập một trường học ở Anh dành cho những trẻ mồ côi nhưng có khả năng đặc biệt xuất sắc. L, Near, Mello và Matt đều xuất thân từ ngôi trường này. Sử dụng số tài sản kiếm được từ các phát minh của mình, ông xây dựng một trại trẻ mồ côi để dạy những đứa trẻ có tài năng đặc biệt và đưa chúng ra với thế giới. Trước khi Tổ điều tra được thành lập, ông được biết là người duy nhất đã gặp L và có thể liên lạc trực tiếp với cậu. Ngay từ khi còn sống ở Wammy's House, Watari đã luôn giống như một người cha với L, dù trong vai trò là trợ lý của L thì ông đóng giả là một người quản gia. Watari được đào tạo bài bản trong việc gián điệp và kỹ năng thiện xạ.
Theo đúng kế hoạch do Raito sắp đặt, Watari sau đó bị Rem giết để bảo vệ tính mạng cho Misa. Trong cơn đau tim, ông đã kịp thời xóa tất cả dữ liệu tại trụ sở của Tổ điều tra. L đã bảo Watari làm việc này nếu có chuyện gì đó "kì lạ" xảy đến với ông.

### Các cộng sự của L Lawliet

#### Aiber
Lồng tiếng bởi: Takuya Kirimoto
Aiber (アイバー, Aibā), tên thật Thierry Morello (ティエリ・モレロ, Tieri Morero), là một kẻ lừa đảo chuyên nghiệp làm thuê cho L. Anh đóng vai Eraldo Coil (エラルド・コイル, Erarudo Koiru), một trong những người của L bí danh thám tử, trong quá trình điều tra Tập đoàn Yotsuba. Aiber sử dụng chữ "A" viết tắt của mình, giống như L, khi giao tiếp qua máy tính. Aiber nói được nhiều thứ tiếng và sử dụng nhiều danh tính giả. Anh còn có tài sử dụng vẻ ngoài điển trai của mình để thuyết phục phụ nữ chuyển thông tin cho mình. Aiber thích sống cuộc sống bên bờ vực và cảm giác hồi hộp lớn nhất của anh đến từ việc lừa gạt mọi người. 
Sau cái chết của L, Light giết anh ta bằng Death Note. Trong manga, Aiber qua đời vì bệnh ung thư gan tại một bệnh viện ở Paris, Pháp cùng với gia đình bên giường bệnh. Trong anime, anh ta chết vì đau tim trước mặt vợ và con trai mình. Anh ta, giống như Wedy, được nhắc đến nhưng không xuất hiện trong Death Note: Another Note. 

#### Wedy
Lồng tiếng bởi: Miki Nagasawa
Wedy (ウエディ, Uedi), tên thật Mary Kenwood (メリー・ケンウッド, Merī Ken'uddo, (được La Mã hóa là Merrie Kenwood trên các phương tiện truyền thông Nhật Bản), là một tên trộm chuyên nghiệp làm việc cho L. Cô cài đặt các lỗi trong cuộc họp của Tập đoàn Yotsuba phòng để bí mật quan sát các cuộc họp hàng tuần của nhóm. Cô ấy làm điều tương tự với xe của Higuchi, cho phép cả nhóm chứng kiến những nỗ lực tuyệt vọng của anh ta để giết Matsuda. 
Wedy sử dụng tên viết tắt của mình trong giao tiếp máy tính; để tránh nhầm lẫn với Watari ("W"), cô cố tình sử dụng dạng chữ thường, "w". Sau cái chết của L, Light giết cô bằng Death Note của mình; Mary Kenwood qua đời trong một vụ tai nạn xe máy  ở Colorado. Cô ấy, giống như Aiber, được nhắc đến nhưng không xuất hiện trong Death Note: Another Note. 

### Các cộng sự của Kira

#### Hitoshi Demegawa
Lồng tiếng bởi: Chafurin
Hitoshi Demegawa (出目川 仁, Demegawa Hitoshi) là một chuyên gia quảng cáo và là giám đốc của Sakura TV (さくらTV ). Ban đầu hắn xuất hiện khi Misa Amane gửi bốn đoạn băng đến Sakura TV để thu hút sự chú ý từ Kira thật và chấp thuận phát sóng đoạn băng trên truyền hình trực tiếp. Tuy nhiên, hắn buộc phải giao cuốn băng cho Soichiro, người đã đâm xe cảnh sát vào trường quay và dùng súng đe dọa hắn. Sau đó, hắn giúp lực lượng điều tra dụ Higuchi bằng cách chạy một chương trình truyền hình. Demegawa xuất hiện trở lại sau cái chết của L, làm người phát ngôn của Kira trong một thời gian và thậm chí còn tạo ra các chương trình mới để "tôn vinh" Kira. Demegawa cũng dẫn đầu cuộc đột kích vào trụ sở của Near cùng với những người ủng hộ Kira, nhưng giống như tất cả những kẻ bạo loạn khác, bị phân tâm bởi số tiền mà Near ném xuống. Sau đó, khi hắn tự mình giải quyết vấn đề và xây dựng một nhà nguyện để chào đón Kira, yêu cầu quyên góp, điều này sẽ khiến Kira có hình ảnh xấu, Mikami đã giết hắn ta vì lòng tham, và hắn được thay thế bởi Takada.

## Nhóm điều tra Kira ở Nhật Bản

### Yagami Soichiro
Lồng tiếng bởi: Naoya Uchida

Soichiro Yagami

Yagami Sōichirō (夜神 総一郎, Dạ Thần Tổng Nhất Lang): Cha của Yagami Raito và đồng thời là đội trưởng đội điều tra Kira của cảnh sát Nhật Bản dưới sự chỉ đạo của L. Ông Soichiro luôn tin rằng Raito không thể nào là một người độc ác như Kira.
Sau khi Giám đốc sở Cảnh sát Nhật Bản bị Mello bắt cóc, theo kế hoạch của Raito, Soichiro đã dẫn đầu một đoàn cảnh sát để tấn công vào nơi lẩn trốn của Mello và băng đảng mafia. Trước đó, ông đã nhận trách nhiệm sử dụng quyển Death Note do Misa gửi đến đội điều tra và thậm chí còn hy sinh nửa tuổi thọ để đổi lấy "đôi mắt của thần chết" từ Ryuk. Soichiro đã có cơ hội giết Mello khi đối mặt với cậu và biết được tên thật của cậu là Mihael Keehl. Tuy vậy, Soichiro đã bị một thành viên trong băng đảng mafia của Mello bắn trọng thương. Mello trốn thoát, Soichiro sau đó cũng chết ở bệnh viện. Cho đến giờ phút cuối cùng, ông vẫn tin tưởng con trai mình không thể là Kira vì vẫn nhìn thấy tuổi thọ của Raito.

### Matsuda Touta
Lồng tiếng bởi: Ryo Naito

Matsuda Touta

Matsuda Tōta (松田 桃太, Tùng Điền Đào Thái): Thành viên trẻ tuổi và hoạt ngôn nhất trong nhóm điều tra. Matsuda đã đóng vai trò quan trọng trong cuộc điều tra Tập đoàn Yotsuba sau khi tự đột nhập vào công ty mà không có bàn bạc trước với đồng đội.
Là người thẳng tính và nghĩ sao nói vậy, Matsuda luôn phản đối L trong việc kết tội Raito là Kira. Vì vậy, trong cuộc đấu trí cuối cùng giữa Raito và Near, Matsuda đã bị sốc khi biết rằng Raito chính là Kira, và nhận ra cả đội điều tra đã bị lừa trong rất nhiều năm bởi một Raito luôn tỏ vẻ hiền lành nhưng thực ra lại là tên Kira tàn ác. Matsuda sau đó đã dùng súng bắn vào tay Raito trong khi cậu đang lén viết tên thật của Near vào mảnh giấy của Death Note giấu trong đồng hồ.
Trong chương cuối, Matsuda đã nghi ngờ rằng chính Near đã dùng Death Note để kiểm soát hành động của Mikami, dẫn đến cái chết của Raito và sau đó là của chính Mikami để đảm bảo cho chiến thắng của mình. Nhưng Ide nói rằng đội điều tra không có bằng chứng gì để chứng minh được điều đó, và Matsuda nói như vậy rất có thể vì vẫn còn coi Raito là bạn.

### Mogi Kanzo
Lồng tiếng bởi: Kazuya Nakai
Mogi Kanzō (模木 完造, Mô Mộc Hoàn Tạo): Một trong những thành viên tận tâm nhất của đội điều tra. Trái ngược với Matsuda, Mogi là người ít nói và luôn tỏ ra tin tưởng các thành viên trong đội. Tuy vậy, sau khi bị Near thuyết phục về khả năng Raito chính là Kira, Mogi đã giúp Near tìm ra nhiều thông tin quan trọng cho cuộc điều tra của nhóm SPK và dẫn đến cái chết cuối cùng của Raito.

### Aizawa Shuichi
Lồng tiếng bởi: Keiji Fujiwara
Aizawa Shūichi (相沢 周市, Tương Trạch Chu Thị): Người duy nhất của đội điều tra từng rời nhóm để trở về làm cảnh sát sau khi L đề nghị cả đội chọn lựa chỉ một trong hai công việc. Tuy vậy, sau đó Shuichi vẫn giúp đỡ đội điều tra, đặc biệt là trong việc bắt giữ Higuchi. Sau cái chết của L, Aizawa trở về đội điều tra làm việc dưới sự chỉ đạo của Raito. Cùng với Kanzo, Aizawa là người bắt đầu nghi ngờ Raito sau những bằng chứng mà Near đưa ra. Sau cái chết của Raito, Aizawa trở thành đội trưởng của đội điều tra.

### Ukita Hirokazu
Lồng tiếng bởi: Hidenobu Kiuchi
Ukita Hirokazu (宇生田 広数): Người đầu tiên của đội điều tra bị giết. Khi Ukita xông vào đài truyền hình Sakura để ngăn cản việc phát sóng cuộn băng của Kira, Misa đã nhìn thấy và giết chết anh.

### Ide Hideki
Ide Hideki (伊出 英基, Y Xuất Anh Cơ): Một thành viên của đội điều tra từ sau khi L chết.

## Nhóm Điều tra Liên bang ở Mỹ
Cục Điều tra Liên bang đồng ý hỗ trợ L vì một số người tin rằng Kira đã giết một số tội phạm Mỹ. Sau khi Kira giết một số đặc vụ, FBI đã rút lại hỗ trợ. 

#### Raye Penber
Lồng tiếng bởi: Hideo Ishikawa
Raye Penber (レイ・ペンバー, Rei Penbā) là một điều tra viên người Mỹ từ FBI, được cử đến Nhật Bản cùng với 11 đặc vụ khác để hỗ trợ truy tìm Kira ở đầu câu chuyện. Được How to Read It mô tả là một đặc vụ "tài năng", Raye được giao nhiệm vụ điều tra gia đình Yagami về bất kỳ hành vi đáng ngờ nào; nhưng cuối cùng anh không còn nghi ngờ Light sau khi Light dường như là một trong những nạn nhân của một vụ cướp xe buýt. Tuy nhiên, Light đã dàn dựng sự kiện này để biết tên thật để có thể giết anh. Anh có một vị hôn thê, đặc vụ FBI đã nghỉ hưu Naomi Misora, người mà anh ta yêu cầu không tham gia vào cuộc điều tra vì sự an toàn của bản thân. Light đã lần ra anh và sử dụng anh "như một con tốt" để giết 11 thành viên khác trong đội của mình (anh đã vô tình sử dụng một trang trong sổ ghi chép của Light để giết họ). Light giết Raye ngay sau đó. Trước khi Raye chết, anh nhìn thấy Light và nhận ra rằng anh thực sự là Kira.

#### Naomi Misora 
Lồng tiếng bởi: Naoko Matsui
Naomi Misora (南空 ナオミ, Misora Naomi) là vợ sắp cưới của Raye Penber. Là cựu đặc vụ FBI hạng nhất, Naomi rời Cục vào tháng 10 năm 2003 để lập gia đình ở Hoa Kỳ. Sau cái chết đột ngột của vị hôn phu mà cô đổ lỗi cho Kira, Naomi quyết định tự mình tham gia vào vụ án Kira và đưa ra giả thuyết rằng Kira còn có những phương pháp giết người khác ngoài cơn đau tim. Trong nỗ lực liên lạc với đội điều tra Kira, cô tình cờ gặp Light Yagami. Lúc đầu, thận trọng, cô sử dụng tên giả Shoko Maki (間木 照子, Maki Shōko) để bảo vệ bản thân cho đến khi có thể tiếp cận L. Tuy nhiên, Light đã lôi kéo cô tiết lộ tên thật của mình cho anh, dẫn đến cái chết của cô bằng cách tự sát. Thi thể của cô ấy không bao giờ được tìm thấy do những đặc điểm kỹ thuật được ghi lại bởi Light trong cuốn Death Note.
Naomi là một trong những nhân vật trung tâm trong tiểu thuyết phụ Death Note Another Note: The Los Angeles BB Murder Case của tác giả Nisio Isin. Câu chuyện lấy bối cảnh vài năm trước khi bắt đầu bộ truyện và tập trung vào một loạt vụ án giết người do L điều tra với Naomi là đặc vụ của anh ta. Việc bắt giữ kẻ sát nhân đã giúp nâng cao danh tiếng của Naomi trong FBI. 

#### Steve Mason
Lồng tiếng bởi: Mitsuru Ogata
Steve Mason (スティーブ・メイスン, Sutību Meisun) là người đứng đầu Cục Điều tra Liên bang. Ông hỗ trợ L điều tra cảnh sát Nhật Bản và rút lại sự tham gia của FBI sau khi các đặc vụ FBI ở Nhật Bản qua đời. Sau đó, ông ấy giúp Near tạo ra SPK. Mason chết vì Death Note.

## Tập đoàn Yotsuba
Nhóm Yotsuba (ヨツバグループ, Yotsuba Gurūpu) là một nhóm gồm tám thành viên của Tập đoàn Yotsuba. Theo chỉ dẫn của Light, Rem giao Death Note cho một trong số họ. Họ gặp nhau hàng tuần để thảo luận về việc tiêu diệt những cá nhân chủ chốt từ các công ty cạnh tranh nhằm duy trì sự thống trị trong ngành kinh doanh. Trong khi họ nhận ra rằng một trong số họ là Kira, họ không biết đó là ai.

#### Kyosuke Higuchi
Lồng tiếng bởi: Issei Futamata
Kyosuke Higuchi (火口 卿介, Higuchi Kyōsuke ) là "Kira" thứ ba, nhận Death Note từ Rem, người được hướng dẫn đưa nó cho một cá nhân "tham lam, mạnh mẽ và ích kỷ", kẻ sẽ sử dụng Death Note để đạt được mục đích. Hắn là người đứng đầu bộ phận Phát triển Công nghệ của Tập đoàn Yotsuba và là thành viên của Tập đoàn Yotsuba, tám thành viên của Tập đoàn Yotsuba sử dụng Death Note để giết người từ các công ty cạnh tranh để thống trị ngành kinh doanh. Hắn ta được giới thiệu với một nhân vật phản diện chính trong serie/mâng Death Note. Do thái độ thô lỗ và kém cỏi của mình, các thành viên khác cuối cùng đã phát hiện ra rằng hắn là Kira.
Khi nhận được Death Note, ông được Rem hướng dẫn thực hiện các vụ giết tội phạm thường lệ, làm bất cứ điều gì mình muốn với Death Note ngoài việc giết người. Sau đó, hắn gặp gỡ hàng tuần với những người còn lại của Tập đoàn Yotsuba để thảo luận về việc giết những cá nhân chủ chốt từ các công ty cạnh tranh nhằm duy trì sự thống trị trong ngành kinh doanh. Dù nhận ra một trong số họ là Kira nhưng ban đầu họ không biết đó là Higuchi. Trong cuộc điều tra của L về nhóm, Higuchi giết Hatori sau khi Hatori gây ra một "sự bộc phát bất cẩn". Rem hỗ trợ việc bắt giữ Higuchi bằng cách tiết lộ danh tính của hắn ta cho Misa. Misa bộc lộ sự ngưỡng mộ của cô đối với Kira và sử dụng tư cách là Kira thứ hai để khiến hắn cầu hôn cô và thừa nhận mình là Kira trong đoạn băng.
Sau đó hắn bị phản bội bởi các thành viên của Nhóm Yotsuba, khiến Matsuda xuất hiện trên Sakura TV để tiết lộ rằng Higuchi chính là Kira. Điều này dẫn đến việc hắn ta có được Đôi mắt thần chết và sử dụng chúng để trốn tránh cảnh sát trong một thời gian ngắn trên đường đến Sakura TV. Cuối cùng hắn ta bị cản trở bởi sự phong tỏa của cảnh sát đeo mặt nạ do lực lượng đặc nhiệm của L thiết lập. Hắn ta cố gắng tự sát để tránh bị bắt, nhưng Watari sử dụng tài thiện xạ lão luyện của mình để bắn khẩu súng ra khỏi tay hắn ta. Sau đó hắn tiết lộ cho mọi người về sự tồn tại của những Death Note. Light chạm vào Death Note trong khi kiểm tra nó, từ đó lấy lại ký ức về việc mình là Kira thật. Light sau đó sử dụng mảnh Death Note giấu trong đồng hồ của mình để giết Higuchi. 

#### Các thành viên khác của Nhóm Yotsuba
Shingo Mido (三堂 芯吾, Midō Shingo)
Lồng tiếng bởi: Eiji Hanawa
Shingo Mido, Phó Chủ tịch Chiến lược Công ty kiêm Giám đốc Kế hoạch Tài chính, cảm thấy dè dặt đối với Yotsuba Kira và cân nhắc việc rời bỏ các thành viên hội đồng quản trị khác. Mido có vẻ đánh giá cao Yotsuba. Misa Amane thừa nhận rằng Mido có nét giống với Light Yagami.
Reiji Namikawa (奈南川 零司, Namikawa Reiji)
Lồng tiếng bởi: Hirofumi Nojima
Reiji Namikawa là Phó Giám đốc Kinh doanh và là thành viên trẻ nhất trong tám người. Ban đầu anh ấy khuyến khích Yotsuba Kira. Sau khi nhận được cuộc điện thoại từ Light, anh ngừng tham gia và quan sát tình hình. Anh ta được mô tả là người tài năng nhất trong số các thành viên hội đồng quản trị, người có tiềm năng vươn lên dẫn đầu mà không cần Kira, và anh ta ghét những cấp dưới vô dụng. Anh có tài năng về shogi ở cấp độ 4 đẳng chuyên nghiệp. 
Eiichi Takahashi (鷹橋 鋭一, Takahashi Eiichi)
Lồng tiếng bởi: Rintarō Nishi
Eiichi Takahashi là Phó Chủ tịch Ban Kế hoạch Vật liệu Yotsuba và Yotsuba Home. Bất chấp vị trí của mình, anh ta được cho là không có đủ những yếu tố cần thiết để trở thành một nhà lãnh đạo thực sự và anh đã được chọn tham dự các cuộc họp để làm cho Higuchi trông ổn. Các thành viên khác coi Takahashi là kẻ ngốc nghếch vì anh dường như không suy nghĩ nhiều về nhận xét của mình. 
Suguru Shimura (紙村 英, Shimura Suguru)
Lồng tiếng bởi: Hiroyuki Yokoo
Suguru Shimura là Trưởng phòng Nhân sự. Anh được mô tả là người hoang tưởng và luôn để mắt tới người khác. Khả năng chú ý đến những chi tiết nhỏ của Shimura đã cho phép anh tham gia các cuộc họp; anh nhận thấy những thay đổi tinh tế trên khuôn mặt Namikawa với khuôn mặt lạnh lùng. 
Masahiko Kida (樹多 正彦, Kida Masahiko)
Lồng tiếng bởi: Masaki Aizawa
Phó Chủ tịch phụ trách Quyền và Kế hoạch, Masahiko Kida kiểm soát tài chính của ủy ban và liên hệ với "Eraldo Coil". Dù bình tĩnh và tự chủ nhưng anh không thể đối phó với những điều bất ngờ, khiến anh hoảng sợ khi "Eraldo Coil" đòi thêm tiền. 
Takeshi Ooi (尾々井 剛, Ooi Takeshi)
Lồng tiếng bởi: Kiyoyuki Yanada
Takeshi Ooi là Phó Chủ tịch của VT Enterprises. Ôg ấy là thành viên lớn tuổi nhất và có ảnh hưởng nhất và dường như là người kiểm soát các hội nghị. Ông liên hệ riêng với các thành viên của ủy ban. Ông được mô tả là một người cứng rắn và không chú ý đến chi tiết. 
Arayoshi Hatori (葉鳥 新義, Hatori Arayoshi)
Lồng tiếng bởi: Yukitoshi Tokumoto
Phó Giám đốc Tiếp thị, Arayoshi Hatori là con trai ngoài giá thú của chủ tịch công ty và lợi dụng sự thật này để thu lợi cho bản thân. Anh ta tỏ ra không có khả năng giải quyết áp lực của các cuộc họp. Sau khi Hatori bộc phát bất cẩn, Yotsuba Kira đã giết anh ta. 
Sau khi L chết, Light viết tên của sáu người còn lại, giết họ bằng một cơn đau tim. Tin đồn về trách nhiệm của Kira trong những cái chết khiến giá cổ phiếu của Yotsuba giảm mạnh. Trong đoạn phim Death Note của đạo diễn, Mido chết vì rơi từ một tòa nhà cao tầng, Shimura chết vì bị tàu hỏa cán qua, và Namikawa chết trong một vụ tai nạn ô tô.

## SPK
The Special Provision for Kira, thường được viết tắt là "SPK", là một nhóm chống Kira được thành lập bởi các thành viên của Cơ quan Tình báo Trung ương và các thành viên Cục Điều tra Liên bang do Near đứng đầu. Số lượng thành viên của nhóm vẫn còn nhỏ để giữ bí mật và nhóm quyết định hoạt động tách biệt với lực lượng đặc nhiệm Nhật Bản. Nhiều SPK sau đó đã bị mafia giết chết bằng Death Note do thông tin bị rò rỉ.

#### Anthony Rester
Lồng tiếng bởi: Masaki Aizawa
Chỉ huy Anthony Rester (アンソニー・レスター, Ansonī Resutā), tên thật Anthony Carter (アンソニー・カーター, Ansonī Kātā), là chỉ huy thứ hai và là người điều tra hiện trường vụ án chính. Rester đi theo Near trừ những trường hợp khẩn cấp. Gần tin tưởng Rester và đôi khi chỉ tiết lộ một số thông tin nhất định cho Rester. Tính cách trầm lặng và khả năng thể chất của Rester phục vụ những chức năng hữu ích trong SPK, mặc dù ông ta kém xa Near về năng lực trí tuệ. 

#### Halle Lidner
Lồng tiếng bởi: Akeno Watanabe
Halle Lidner (ハル・リドナー, Haru Ridonā), tên thật là Halle Bullook (ハル・ブロック, Haru Burokku), làm việc cho Near với tư cách là một phần trong nhóm điều tra của cậu. Halle là cựu đặc vụ CIA, người đã tiết lộ thông tin cho Mello nhằm tăng khả năng bắt được Kira.

#### Stephen Gevanni
Lồng tiếng bởi: Hiroki Takahashi
Stephen Gevanni (ステファン・ジェバンニ, Sutefan Jebannī), tên thật là Stephen Loud (ステファン・ラウド, Sutefan Raudo), làm việc cho Near với tư cách là một phần trong nhóm điều tra của cậu ta. Gevanni được giao nhiệm vụ theo dõi Mikami trong phần lớn vụ án, và chính sự phân tích tỉ mỉ về thói quen cá nhân của Mikami đã cho phép anh tìm thấy Death Note của Mikami và đánh đổi nó bằng một cuốn giả. Gevanni khéo léo theo dõi, giám sát các nghi phạm và có những khả năng như kỹ năng bẻ khóa. 

### Mafia
Mafia, đang được Mello lợi dụng, đã gia tăng ảnh hưởng và có ý định sở hữu Death Note cũng như giành lấy quyền lực. Trong tập đặc biệt Death Note Rewrite 2, cốt truyện mafia bị lược bỏ.

#### Rod Ross
Lồng tiếng bởi: Masaki Aizawa
Rod Ross (ロッド・ロス, Roddo Rosu), tên thật là Dwhite Gordon (ドワイト・ゴードン, Dowaito Gōdon), là người đứng đầu mafia. Ross làm theo mệnh lệnh của Mello. Vì tên của hắn ta rất dễ được biết đến nên Light đã giết hắn. Tên của hắn ta cũng được nhắc đến trong L: Change the WorLd với tư cách là thủ lĩnh của một tập đoàn vũ khí chuyên giao dịch với mafia.

#### Jack Neylon
Lồng tiếng bởi: Takashi Matsuyama
Jack Neylon (ジャック・ネイロン, Jakku Neiron), tên thật Kal Snydar (カル・スナイダー, Karu Sunaidā), là thành viên của băng nhóm Mello. Hắn ta là người nắm giữ Death Note của Sidoh sau khi nó được đội điều tra Kira trao cho băng nhóm. Trước khi Mello gia nhập, hắn ta đã tham gia buôn bán ma túy và buôn bán vũ khí trái phép; không có cáo buộc nào bị bỏ qua do thiếu bằng chứng, mặc dù đã có bốn vụ bắt giữ riêng biệt. Sau khi Sidoh tìm ra Death Note của hắn, Jack bị Mello và Ross buộc phải thực hiện giao dịch bằng mắt với Shinigami. Light sử dụng Death Note để nhờ hắn gửi địa chỉ nơi ẩn náu của Mello. Jack chứng minh là có ác cảm mạnh mẽ với Mello.

## Shinigami
Shinigami (死神, Tử Thần): Những thần chết có nhiệm vụ viết tên những người đã hết tuổi thọ vào cuốn sổ Death Note. Ngoài việc viết tên những người phải chết vào Death Note, các shinigami cũng kéo dài được sự sống của họ. Các thần chết cũng có một thế giới riêng là Vương quốc của Cái chết, một nơi buồn chán. Các shinigami không thể bị giết bằng cách thông thường như bắn bằng súng hoặc đâm bằng dao. Yagami Raito là con người đầu tiên có thể giết chết một shinigami.

### Ryuk
Lồng tiếng bởi: Nakamura Shidō 

Ryuk

Ryūku (リューク): Shinigami sở hữu Death Note trước Raito. Buồn chán vì phải sống trong thế giới thần chết tẻ nhạt suốt hàng trăm năm, Ryuk đã lập kế để lấy được cuốn Death Note thứ hai và cố tình làm rơi nó xuống thế giới loài người với hy vọng ai đó sẽ nhặt được để xem trò vui. Hắn đã cân nhắc trước khi viết những chỉ dẫn trong cuốn sổ về tác dụng của nó (Ryuk viết bằng tiếng Anh vì hắn nghĩ rằng đó là ngôn ngữ phổ biến nhất của loài người) để người nhặt được nó có thể hiểu cách sử dụng. Khi Death Note rơi vào tay Yagami Raito, Ryuk đã tới gặp Raito và đi theo cậu để xem cách Raito sử dụng cuốn sổ. Ryuk coi tất cả những việc Raito làm chỉ như một trò đùa và rất thờ ơ với những vấn đề mà cậu gặp phải. Hắn cũng nói trước với Raito rằng hắn không về phe cậu hay ai hết. Ryuk thích quan sát cái cách mà Raito vượt qua những thách thức và luôn chờ đợi cho đến khi điều tồi tệ nhất sắp xảy ra thì mới tiết lộ một điều gì đó mới về Death Note rồi phá ra cười. Đôi khi hắn cũng giúp đỡ Raito nếu điều đó có lợi cho hắn, ví dụ như để được ăn táo hay để có thêm trò vui. Thế nhưng phần lớn, hắn sẽ hỏi Raito một cách chế giễu xem điều tiếp theo cậu định làm là gì hoặc bảo Raito giải thích một vấn đề nào đó.
Ryuk có màu da xám tím, chân tay dài hơn bình thường và đôi mắt to, lồi ra ngoài có màu vàng với tròng màu đen. Trong bản anime thì mắt Ryuk có màu đỏ.
Hắn rất thích ăn táo, cũng giống như loài người nghiện thuốc lá và rượu, và sẽ xuất hiện cảm giác thèm muốn nếu lâu không được ăn. Cảm giác ấy khiến cả người hắn xoắn lại và chỉ có thể giảm bớt ở tư thế trồng cây chuối. Hắn còn nói rằng mình thường hay xấu hổ trước các cô gái. Cùng với ăn táo thì Ryuk còn thích chơi game và từng rủ Raito chơi cùng.
Như những gì Ryuk đã giải thích khi gặp Raito lần đầu tiên, hắn chắc chắn sẽ lấy mạng cậu khi tới lúc. Ryuk đã làm điều đó sau khi Raito bị bắn vài phát bởi Matsuda. Cậu đã liều lĩnh cầu xin Ryuk viết tên của toàn bộ đội điều tra và các thành viên SPK vào Death Note, nhưng Ryuk chỉ viết tên của một mình Raito. Ryuk cho rằng hẳn Raito sẽ có thể tìm được cách nào đó để thoát khỏi hoàn cảnh đó, nhưng khi nhận ra rằng cậu đang cầu viện mình thực sự thì hắn quyết định trò chơi này đã tới lúc kết thúc. Xong việc, Ryuk trở về thế giới của thần chết.

### Rem
Lồng tiếng bởi: Kimiko Saitō

Rem

Rem (レム, romaji: Remu): Shinigami đã đưa cho Amane Misa cuốn Death Note thứ hai. Giống như Ryuk, Rem cũng có hai cuốn Death Note. Tuy nhiên, Rem không dùng thủ đoạn để có được hai cuốn sổ. Gelus, một thần chết phải lòng Misa, đã tự hủy hoại mình khi cứu cô khỏi một vụ giết người đã được định sẵn bởi số mệnh. Sau khi cứu Misa, hắn đã tan thành tro và bỏ lại cuốn Death Note của mình. Xúc động bởi hành động ấy, Rem đã chuyển cuốn Death Note của hắn cho Misa.
Trong khi Ryuk thích thú với mọi thứ ở thế giới loài người, Rem hoàn toàn ngược lại. Bà nhìn phần lớn con người với sự khinh thường và coi shinigami là một chủng loài vượt trội hơn hẳn. Vì thế, khi Ryuk chơi nước đôi với những thành công và thất bại của Raito, bà lại toàn tâm giúp đỡ Misa và mang cuốn sổ của Gelus tới cho cô. Rem còn thậm chí sẵn sàng hy sinh cuộc sống của mình vì cô. Bằng chứng là Rem đã đe dọa sẽ giết chết Raito nếu Misa chết trước. Tuy nhiên vì tương lai của Misa, Rem buộc phải giúp đỡ Raito trong những âm mưu của cậu. Như đã được tiết lộ trong Death Note 13: How to Read, Rem là một shinigami nữ, trái ngược với những gì độc giả nghĩ ban đầu.
Raito đã buộc Rem phải giết L cho mình bằng cách tạo ra tình huống bất lợi cho Misa. Bà đã chết ngay sau khi khi viết tên của L vào Death Note. Dù Rem đã biến thành cát nhưng cảnh sát và Raito vẫn lo sợ về việc mình sẽ là nạn nhân tiếp theo.
Bề ngoài của Rem trông như một bộ xương với hai cánh tay dài trông như xương sống và làn da màu xám nhạt.

### Gelus
Lồng tiếng bởi: Kenichi Matsuyama
Gelus (ジェラス, romaji: Jerasu): Gelus xuất hiện trong ký ức của Rem khi bà giải thích cách để giết một tử thần cho Misa. Hắn là một tử thần nhỏ như một con búp bê vải tồi tàn bị vá chằng chịt. Gelus chỉ có một mắt mặc dù có hai hốc mắt.
Trong đoạn hồi tưởng, Rem đã gặp Gelus, lúc này đang theo dõi một cô gái trẻ tên Amane Misa trong thế giới loài người. Biết rằng đó là ngày cuối cùng của Misa, bà đã theo dõi cùng Gelus. Vì có tình cảm với Misa, Gelus đã dùng Death Note để giết kẻ sắp sát hại cô và bỏ ngoài tai sự phản đối của Rem. Bị trừng phạt vì dám kéo dài tuổi thọ của con người, Gelus đã tan thành tro bụi và bỏ lại cuốn sổ của mình. Rem đã chuyển Death Note của hắn tới cho Misa.
Trong bản tiếng Nhật của Death Note 13: How to Read, tên của Gelus là Jealous, nhưng trong bản tiếng Anh đã đổi thành Gelus.

#### Sidoh
Lồng tiếng bởi: Kazuki Yao
Sidoh (シドウ, Shidō) là Shinigami bị Ryuk trộm mất cuốn Death Note. Khi hắn nhận ra điều này thì cuốn sổ đã qua tay nhiều người, cuối cùng là trong tay băng đảng mafia của Mello mà cụ thể là thuộc về Jack Neylon, cấp dưới của cậu. Sau nhiều lần đuổi theo Ryuk để đòi lại Death Note, Sidoh bám theo nhóm mafia đó để đòi lại sổ. Để lấy lại Death Note, Sidoh đồng ý giúp băng nhóm của Mello chống lại nhóm SPK của Near và đội điều tra của L/Raito/Kira. Hắn mặc một bộ đồ rất nặng nề với cái đầu quấn đầy băng.
Shidoh giống Mello khi cũng thích ăn sô-cô-la, cũng như Ryuk thích ăn táo. Hắn khá rụt rè, được thể hiện trong chi tiết khi Mello đe dọa Shidoh. Dù cậu chỉ là con người nhưng hắn vẫn cảm thấy sợ hãi trước Mello. Death Note 13: How to Read mô tả Shidoh là một tử thần không thông minh và có trí nhớ kém, rất hiếm khi nhớ được tên của những tử thần khác. Sau khi Raito lấy lại được Death Note từ Mello, cậu đã trả lại nó cho Sidoh để hắn không quấy rầy họ.

#### Armonia Justin Beyondormason
Lồng tiếng bởi: Hideyuki Umezu
Armonia Justin Beyondormason (アラモニア＝ジャスティン＝ビヨンドルメーソン, Aramonia-Jasutin-Biyondorumēson), là một Shinigami xuất hiện ngắn gọn, người đã thông báo cho Sidoh rằng Death Note của hắn đã bị Shinigami Ryuk đánh cắp và đưa ra các quy tắc cho hắn cho các tình huống khác nhau. Đúng như tên gọi của hắn, vẻ ngoài của Justin giống như một bộ xương được trang trí bằng đủ loại đồ trang sức. Justin là cánh tay phải của Vua Shinigami và ngồi trên ngai vàng. Rất thông minh, Justin biết mọi thứ cần biết về Death Note, và Shinigami thường tìm đến hắn khi gặp rắc rối. Justin cung cấp cho Sidoh một số cuộn giấy mô tả các quy tắc khác nhau mà Shinigami đưa ra để tương tác với con người, mà Sidoh sử dụng để hướng dẫn các tương tác của hắn với Mello trong thế giới loài người. Các cuộn giấy không được đề cập trong anime.

#### Midora
Midora (ミードラ, Mīdora) là một Shinigami to lớn, giống kỳ nhông với tứ chi mập mạp. Không giống như hầu hết các Shinigami, cô không mặc bất kỳ quần áo hay phụ kiện nào. Cô thích thời tiết ẩm ướt nhưng ghét mùa khô. Kích thước to lớn của cô ấy mang lại cho mình một sự hiện diện thống trị. Trong khi Midora là nhân vật nền trong bộ truyện chính, một chương one-shot lấy bối cảnh ba năm sau cái chết của Light lại tập trung vào cô. Trong chương này, hành động của Ryuk đã khiến táo trở thành một mặt hàng trong giới Shinigami. Midora sử dụng điều này để hối lộ Vua Shinigami đưa cho cô cuốn Death Note thứ hai, thứ mà cô đưa cho một con người nhằm cố gắng tái tạo trải nghiệm của Ryuk với Light. Khi Kira này bị Near coi là "Rẻ tiền", họ đã tự sát. Midora nói với Ryuk về điều này, và hắn kể lại tuyên bố của Light rằng ai đó phải có sức mạnh tâm linh và niềm tin to lớn mới có thể sử dụng Death Note; Midora chỉ đơn giản chọn một "kẻ yếu". Cô thừa nhận rằng Ryuk giỏi hơn trong việc đánh giá những điều như vậy, sau đó đưa thêm Death Note cho hắn. 

#### Vua Shinigami
Vua Shinigami (死神大王, Shinigami Daiō), còn được gọi là Vua Thần Chết, là người cai trị các Shinigami. Là một nhân vật vô hình trong loạt phim chính, Vua Shinigami cai quản các Shinigami và kiểm soát việc phân phối các cuốn Death Note. Không rõ ông ta tạo ra chúng hay chỉ có một nguồn cung nhất định, vì ông không sẵn lòng thay thế những thứ bị mất. Có vẻ như ít nhất ông cũng viết ra các quy tắc cho Death Note, nhưng liệu ông ta có thực thi chúng hay không thì vẫn chưa rõ ràng. Vua Shinigami được các Shinigami cấp dưới coi như một dạng người cha và được cho là gần như bất tử. Về mặt vật lý, ông là một khối lớn lơ lửng trong không trung bằng dây xích. Ông ta có một hộp sọ làm đầu, được bao quanh bởi một hình dạng lớn hơn giống như hộp sọ. Ông ta có bốn cánh tay giống như xúc tu, mỗi cánh tay chỉ có ba ngón tay treo trên cơ thể. 
Một trong những quy tắc bắt mắt được đưa ra trong bộ truyện nói rằng những Death Note bổ sung mà Shinigami tìm thấy thường phải được trả lại cho Vua, mặc dù Shinigami không bắt buộc phải làm điều này ngay lập tức. Tương tự như vậy, cuốn sổ bị thất lạc cũng phải trình báo với ông ta. Rất ít thông tin được đưa ra về bản thân nhân vật, ngoài lời khẳng định của Rem rằng Vua không dễ bị lừa, điều mà Ryuk đã làm thành công. Ngược lại, ông ta khá dễ bị mua chuộc, vì Midora có thể đổi mười ba quả táo để lấy Death Note thứ hai sau khi lấy chúng từ thế giới loài người. 

## Nhân vật phụ

### Sachiko Yagami
Lồng tiếng bởi: Ai Satō
Sachiko Yagami là vợ của Soichiro Yagami và là mẹ của Light. Giống như con gái Sayu của mình, cô không hề biết Light từng là Kira ngay cả sau khi anh qua đời.

### Sayu Yagami
Lồng tiếng bởi: Haruka Kudō
Sayu Yagami (夜神 粧裕, Yagami Sayu) là cô em gái tốt bụng của Light. Giống như mẹ cô, cô không bao giờ biết về việc Light sở hữu Death Note hay danh tính Kira của anh. Trong manga và anime, sau cái chết của Takimura, băng đảng của Mello bắt cóc cô để đổi lấy Death Note mà đội điều tra sở hữu. Dù được trả về bình an vô sự nhưng Sayu lại rơi vào trạng thái sốc, cuối cùng trở nên không phản ứng trước sự hiện diện của người khác.

### David Hoope
David Hoope (デイビット・ホープ, Deibitto Hōpu) là Tổng thống của Hợp chủng quốc Hoa Kỳ trong cốt truyện. Ông ta hỗ trợ thành lập SPK của Near, đồng thời cung cấp thông tin và tài trợ cho Mello trước sự đe dọa của Death Note. Ông ta quay sang Light, mặc dù biết rằng anh không phải là L thật, người đã lôi kéo ông ta hỗ trợ và tấn công nơi ẩn náu của Mello. Khi cuộc tấn công thất bại, Tổng thống Hoope tự sát để ngăn Mello viết tên mình và khiến ông ta tiến hành một cuộc tấn công hạt nhân. Trong tập đặc biệt Rewrite thứ hai, âm mưu mafia bị lược bỏ, thay vào đó Light tống tiền ông để tiết lộ thông tin về SPK. Light lần lượt chuyển thông tin này cho Takada và Mikami, và họ giết SPK. Trong anime, nhân vật này được hợp nhất với nhân vật của George Sairas.

### George Sairas
Lồng tiếng bởi: Aruno Tahara
George Sairas (ジョージ・サイラス, Jōji Sairasu) là Phó Tổng thống Hoa Kỳ. Khi Hoope chết Sairas trở thành Tổng thống. Ông đầu hàng Kira và chính thức tuyên bố ủng hộ anh. Ngoài ra, Sairas còn tiết lộ thông tin bí mật về SPK. Sairas được mô tả là người có ý chí yếu đuối và thiếu khả năng lãnh đạo. Trong anime, Sairas ngay từ đầu đã là tổng thống Hoa Kỳ.

### Koreyoshi Kitamura
Lồng tiếng bởi: Masaru Ikeda
Koreyoshi Kitamura (北村 是良, Kitamura Koreyoshi) là phó giám đốc NPA và là cấp trên của Soichiro. Ông ấy cảm thấy bị đè nặng bởi áp lực của Yotsuba. 

### Kanichi Takimura
Kanichi Takimura là giám đốc của NPA. Ông ta bị Mello bắt cóc để dùng làm con tin để đổi lấy Death Note. Sau đó ông ta bị Light Yagami điều khiển để tự sát.

### Yamamoto
Yamamoto (山本, Yamamoto) là thành viên mới nhất của NPA chỉ xuất hiện trong chương cuối cùng. Anh làm việc với tư cách là đàn em của Matsuda, và đã gặp rắc rối khi Matsuda làm phiền anh khi đi đến quán bar. Trong chương one-shot đặc biệt lấy bối cảnh ba năm sau, người ta có thể thấy anh ở cùng phòng với các thành viên còn lại trong đội, mặc dù không thuộc về họ, như Matsuda đã lưu ý. 

### Tội phạm và nạn nhân ban đầu

#### Kurou Otoharada
Một người đàn ông 42 tuổi thất nghiệp, Kurou Otoharada (音原田 九郎, Otoharada Kurō) là tội phạm đầu tiên mà Light giết chết. Tên của Otoharada được công bố trên truyền hình khi hắn bắt giữ 8 con tin trong một trường mẫu giáo. Vì sự việc này chỉ được đưa tin trên truyền hình địa phương nên nó đã giúp L thu hẹp được tung tích của Kira.

#### Takuo Shibuimaru
Lồng tiếng bởi: Tomohiro Nishimura
Takuo Shibuimaru (渋井丸 拓男, Shibuimaru Takuo), biệt danh "Shibutaku" (シブタク, "Cool Taku"), là người thứ hai mà Light giết. Shibuimaru lái mô tô và đi cùng một nhóm người đi xe đạp. Sau khi Light nhìn thấy hắn ta quấy rối và đuổi theo một phụ nữ (trong anime, hắn định cưỡng hiếp người phụ nữ đó), Light đã viết tên hắn ta vào sổ và ghi rõ hắn đã chết do tai nạn giao thông. Một chiếc xe tải đâm vào xe máy của Shibuimaru, khiến hắn thiệt mạng. Chính cái chết này đã thuyết phục hoàn toàn Light rằng Death Note có tác dụng. Trong manga Light cảm thấy tội lỗi vì Shibuimaru không phải tội phạm.

#### Lind L. Tailor
Lồng tiếng bởi: Yukitoshi Tokumoto
Lind L. Tailor (リンド・L・テイラー, Rindo Eru Teirā) là một tên tội phạm bị kết án đang chờ tử hình vì một tội danh chưa xác định; thông tin này đã được giữ bí mật khỏi công chúng. L đặt Tailor làm mồi nhử trên truyền hình để đổi lấy việc được chính phủ ân xá. Đài truyền hình cho biết chương trình phát sóng trên toàn thế giới và các tuyên bố của Tailor đang được dịch sang tiếng Nhật. Sau khi Tailor nói rằng hắn ta là "L", hắn ta đọc được một tuyên bố nói rằng Kira là ác quỷ. Light trong cơn thịnh nộ đã giết chết Tailor vì cơn đau tim. L thật thông báo rằng Tailor là kẻ mồi nhử, một tên tội phạm tử hình và phát hiện ra rằng Kira không thể giết L thật nếu không nhìn thấy mặt mình, và Kira đang ở Kanto, vì đó là khu vực duy nhất mà sự xuất hiện thực sự được phát sóng.

#### Kiichiro Osoreda
Lồng tiếng bởi: Katsuhisa Hōki
Kiichiro Osoreda (恐田 奇一郎, Osoreda Kiichirō) là một kẻ nghiện ma túy và là tội phạm bị Light lợi dụng để lừa Raye tiết lộ huy hiệu FBI của anh ta cho Light. Osoreda đã thất bại trong nỗ lực cướp ngân hàng, bắn chết một nhân viên giao dịch và hai khách hàng khi hắn ta trốn thoát. Light viết tên Osoreda vào Death Note, chỉ dẫn hành động của anh ta. Osoreda lên xe buýt và chĩa súng vào đầu tài xế. Osoreda đe dọa Light khi anh vô tình nhặt được một mảnh Death Note. Vì vậy, Ryuk chỉ xuất hiện trước mặt Osoreda, khiến tên tội phạm sợ hãi. Osoreda xả đạn vào Ryuk, dù Ryuk không bị tổn hại gì. Osoreda buộc tài xế dừng xe rồi chạy ra đường, nơi một chiếc ô tô tông vào đầu Osoreda khiến hắn ta thiệt mạng; Chính quyền nhầm tưởng rằng hình ảnh Osoreda nhìn thấy Ryuk là ảo giác do ma túy gây ra. 